# Ridderorden in Isenburg-Birstein
De vorsten van Isenburg-Birstein, een van de meer dan 200 staatjes in het Heilige Roomse Rijk van de Duitse natie hebben hun eigen ridderorden en tot in 1816 medailles ingesteld. Na het opheffen van het Rijk in 1806 waren de vorsten gemediatiseerd: het landje werd deel van Hessen.